# 小行星8451
小行星8451（英語：8451 Gaidai）是一颗围绕太阳公转的小行星。1977年9月11日，尼古拉·切爾尼赫在克里米亚发现了此天体。
这颗小行星的绝对星等为356.17358等。